# 大新路

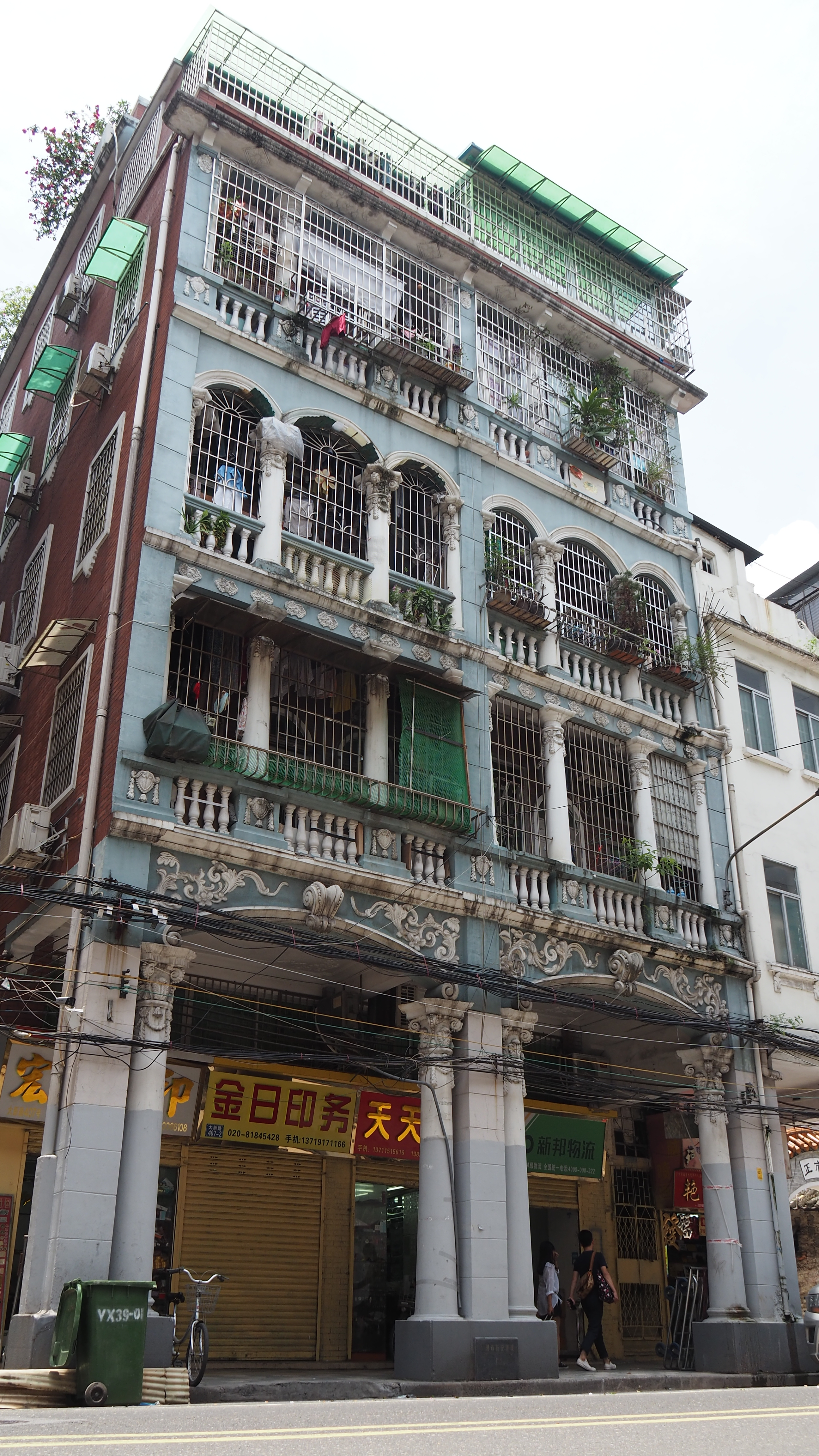
大新路近太平南路的此騎樓外觀華麗，是過去象牙商業的輝煌見證

大新路是廣東省廣州市越秀區的一條東西走向的道路，位於广州起义路以西，人民路以東。大新路全長1218米，寬11米。四牌樓以东为西至东單行綫，以西则為東至西單行綫，靠近人民南路一端有人民路高架路的下桥匝道。

## 歷史

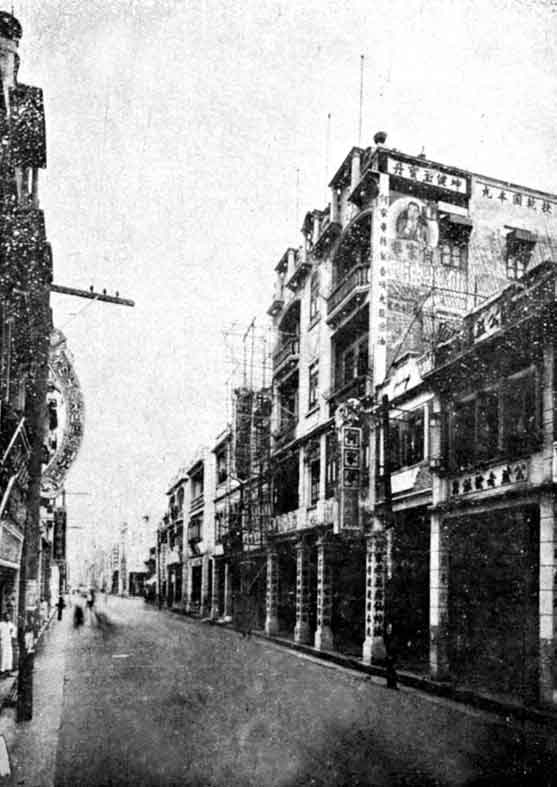
中華民國時期的大新路。

大新路，原為山茶巷（山貨和茶葉的集散地），明朝末年改稱大新街。由清代開始，大新街就有“珍奇多聚大新街，翡翠明珠次第排”的記載。時大新街和三府前、玉子巷等街道是象牙雕刻業產銷作坊集中地。外商常來此帶購買象牙製品。1931年，廣州市政府拓闊大新街為馬路，商戶都搬到馬路兩旁，大新路遂以經營牙雕品聞名於世界。

## 特色
現代大新路的東段為鞋業一條街，為廣州鞋料、皮革批發零售的一個重要集散地。西段鄰近狀元坊，有較多嶺南特色的傳統手工藝商店，包括雕刻象牙、扎作醒獅、獅鼓樂器、珠寶玉器等，為與騎樓建築配合的小商舖工作坊。

## 與之交匯道路
道路顺序由東往西排列
- 廣州起義路
- 解放南路
- 海珠南路
- 天成路
- 人民南路

## 兩旁的主要建築物/機構
由東往西排列
- 廣州市第三中學

## 交通
巴士
- 解放南路站
- 大新路（交運醫院）站
- 大新西站
- 大新路口站

- 广州地铁2号线海珠廣場站
- 广州地铁6号线海珠廣場站、一德路站

均在鄰近大新路位置設有出口。
1. ↑  大新路：珍奇多聚大新街 （页面存档备份，存于） 越秀商业街巷
2. ↑  廣州市志·工業（上）·工藝美術品志